# Мерино, Бальтасар
Бальтаса́р Мери́но и Рома́н (исп. Baltasar Merino y Román, 1845—1917) — испанский ботаник, миссионер-иезуит.

## Биография
Родился в городе Лерма провинции Бургос 6 января 1845 года. С 1860 года — в Ордене иезуитов, в 1875 году стал профессором физико-химических и естественных наук. Ездил в Гавану, где преподавал риторику в течение трёх лет, затем учился теологии в Вудстокском колледже в Мэриленде и в семинарии Пуэрто-Рико.
С 1887 года Мерино руководил метеорологической обсерваторией на реке Миньо, издал несколько публикаций по метеорологии, в частности, по штормам близ западного берега Галисии. С 1890 года занимался ботаническими исследованиями галисийской флоры. В 1897 году Мерино выпустил Contribución á la flora de Galicia, впоследствии неоднократно им дополнявшуюся. В 1898 году он издал региональную монографию рода Ромулея. С 1905 по 1909 выходила трёхтомная работа Flora descriptiva é ilustrada de Galicia, составленная Бальтасаром Мерино.
Скончался Бальтасар Мерино в Виго 3 июня 1917 года.
Гербарий Мерино хранится в гербарии Университета Саньяго-де-Компостела (SANT) в Галисии.

## Некоторые научные работы
- Merino, B. Contribución á la flora de Galicia. — Tuy, 1897. — 320 p.
- Merino, B. Flora descriptiva é ilustrada de Galicia. — Santiago, 1905—1909. — 3 vols.
- Merino, B. Adiciones a la flora de Galicia. — Braga, 1912—1917. — 176 p.

## Некоторые виды, названные в честь Б. Мерино
- Saussurea merinoi H.Lév., 1915
- Taraxacum merinoi Soest, 1954